# Lissoclinum reginum
Lissoclinum reginum är en sjöpungsart som beskrevs av Kott 200. Lissoclinum reginum ingår i släktet Lissoclinum och familjen Didemnidae. Inga underarter finns listade i Catalogue of Life.